# 마이클 마틴 (영국의 정치인)

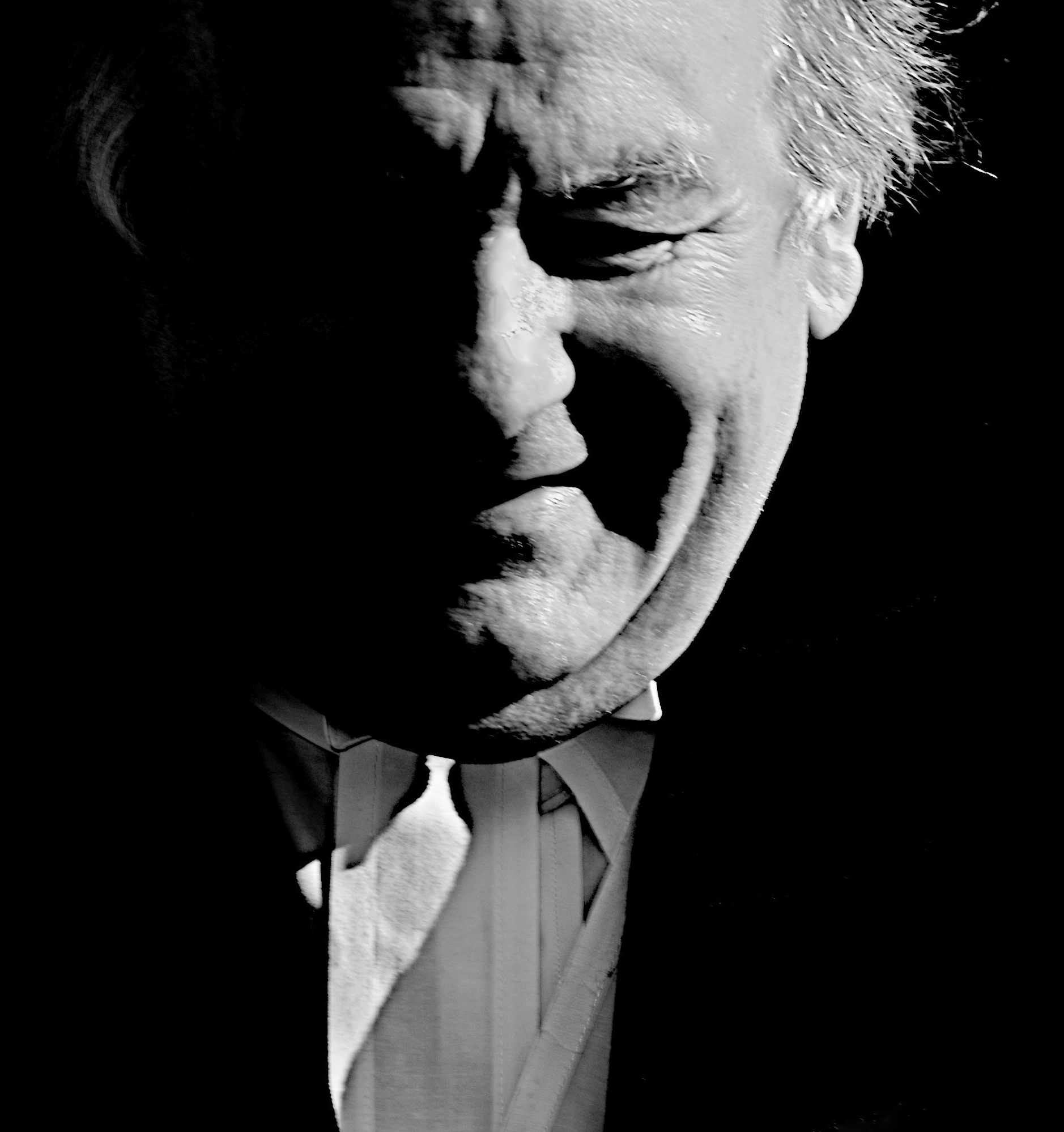
마이클 마틴 (2007년 촬영)

스프링번 마틴 남작 마이클 존 마틴(영어: Michael John Martin, Baron Martin of Springburn, 1945년 7월 3일 ~ 2018년 4월 29일)은 영국 노동당 소속 정치인으로, 1979년부터 2005년까지 글래스고 스프링번 선거구, 2005년부터 2009년까지 북동글래스고 선거구의 국회의원이었으며, 2000년부터 2009년까지 국회의장을 역임했다. 2000년 국회의장에 당선되어 9년을 재직했으며, 2009년 주위의 압력 속에 사임했다.
2000년 국회의장에 당선되었던 당시 그는 종교 개혁 이후 최초의 천주교인 국회의장이었다. 2009년 6월 21일 자금 추문 논란 속에서 원내외의 압박을 받고 사임했으며, 당일 의원직도 사임했다.